# Sinuhe ægypteren
Sinuhe ægypteren er en roman skrevet af den finske forfatter  Mika Waltari i 1945. Den  handler om lægen Sinuhes liv i ca. 1390-1335 f.Kr. Gennem Sinuhe og hans livshistorie fortælles om livet i Egypten på Nefertiti og senere Tutankhamons tid, hvor religionen ændres fra troen på flere guder til troen på en gud Aton, hvor Farao er guds søn.
| Bog | Spire Denne artikel om bøger og tidsskrifter er en spire som bør udbygges. Du er velkommen til at hjælpe Wikipedia ved at udvide den. |